# BNP Paribas
Pour les articles homonymes, voir BNP.
BNP Paribas (BNPP) est une banque commerciale française présente dans 65 pays.
Le groupe est issu de la fusion en avril 2000 entre la Banque nationale de Paris, banque née en 1965 de la fusion de l'ancienne Banque Nationale pour le Commerce et l'Industrie (BNCI) et du comptoir national d'escompte de Paris (CNEP), et de la banque Paribas, établissement né au cours du XIXe siècle.
Avec 184 000 employés en avril 2023, la banque est organisée selon trois grands domaines d’activités : services bancaires pour particuliers et pour commerçants, services d'investissement et de protection, services bancaires pour entreprises et institutions.
En 2021, BNP Paribas est la première banque européenne par son activité et sa rentabilité avec 3 080 milliards $ d'actifs et le 8e groupe bancaire international.
Au 31 décembre 2022, le bénéfice net part du groupe s'élève à 10,2 milliards d'euros, en hausse de 7,5 % par rapport à 2021.
BNP Paribas est cotée au premier marché d'Euronext Paris et fait partie de l'indice CAC 40.

## Historique

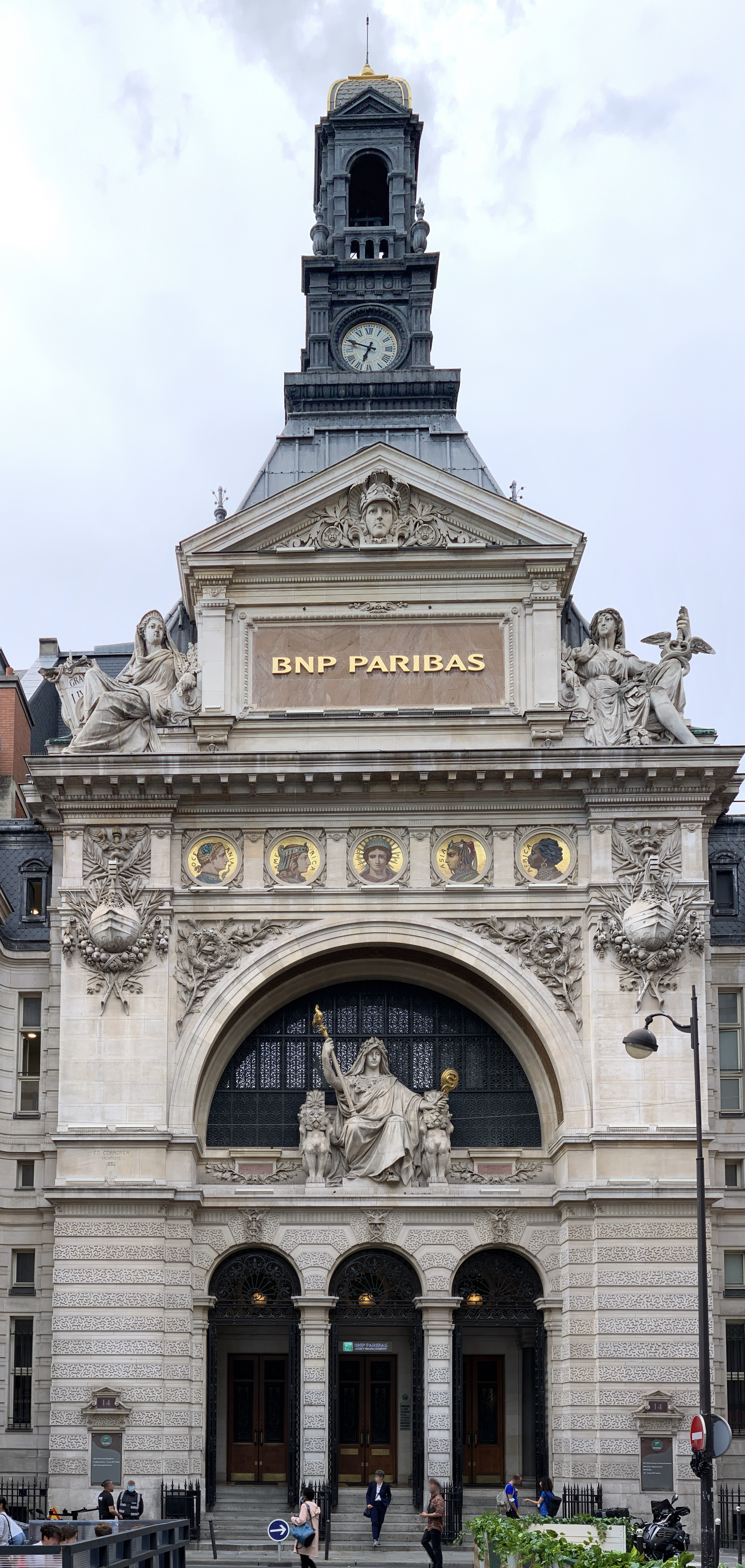
Un bâtiment du groupe à Paris, ancien siège social du Comptoir national d'escompte de Paris, rue Bergère.

BNP Paribas est -en tant que groupe bancaire- né le 23 mai 2000 de la fusion de la Banque nationale de Paris (BNP) et de Paribas. L'histoire de cet acteur économique et financier majeur en Europe remonte à près de deux siècles.
Héritier, en France, du Comptoir national d'escompte de Paris et du Comptoir d'escompte de Mulhouse, créés en 1848 pour sa partie BNP et de la Banque de Paris et des Pays-Bas (qui apparaît en 1872) pour son volet Paribas, ses racines remontent à 1822 avec la Société générale de banque en Belgique, ancêtre de la banque Fortis, acquise en 2009 par le groupe.
Au cœur de la crise économique de 1847-1848, le gouvernement provisoire de la Seconde République décide de la mise en place de comptoirs d'escompte pour enrayer le blocage bancaire et la récession économique des années 1845-1848, en vue de réanimer le commerce. La création des Comptoirs d'escompte inaugure la révolution bancaire des années 1850 et la création de grandes banques de dépôts. Ces créations se font dans un contexte de révolution industrielle, de crise économique et de révolution bancaire.

### Le Comptoir national d'escompte de Paris (CNEP)
Dans ce contexte, le Comptoir national d'escompte de Paris (CNEP) est créé en mars 1848 mais diversifie rapidement ses activités ; il s'affranchit de la tutelle de l’État et devient le Comptoir d'escompte de Paris (CEP) en 1853. À la signature du traité de commerce franco-britannique de 1860, il favorise, en pionnier, le grand commerce avec des points d'appui bancaires le long des axes d'échange des plus intenses ou des plus prometteurs dans le pourtour de l'océan Indien et en Extrême-Orient.
Ainsi, entre 1860 et 1885, sont ouvertes des agences en Chine, en Inde, à la Réunion, à Londres, au Japon, aux États-Unis, en Égypte, en Australie et à Madagascar (1885). On parle de « French Bank » en Orient. C'était une volonté affichée de concurrencer sur leur propre territoire les banques et le commerce britanniques : les premières agences ouvertes le sont dans les zones d'influence anglaise.
Dans un contexte d'atonie économique, le CEP cherche de nouvelles affaires : en 1887, le Comptoir se voit entrainé dans des opérations hasardeuses sur le cuivre et est mis en liquidation. Il renaît sous le nom de CNEP en 1889 avec une nouvelle équipe dirigeante.
Actif à l'étranger mais également sur le territoire national, il participe en 1919 à la création du Crédit national et, aux États-Unis, à celle de la French American Banking Corporation (FABC), symbole de l'implantation du CNEP en Amérique. Il traverse la crise de 1929 et la Seconde Guerre mondiale sans problème . En juin 1945, il est la troisième banque française de dépôts, à la tête alors de 530 agences et succursales.
Dans le cadre général de la nationalisation des grandes banques, souhaitée par le gouvernement provisoire de la République française, présidé par le général de Gaulle, le 1er janvier 1946, le CNEP ainsi que le Crédit lyonnais, la Société générale et le la Banque nationale pour le commerce et l'industrie- toutes quatre grandes banques de dépôt - est nationalisé, conformément à la loi n°45-15 du 2 décembre 1945.

### Le Comptoir national d'escompte de Mulhouse
Parallèlement, le Comptoir national d'escompte de Mulhouse s'émancipe de la tutelle de l'État et devient le Comptoir d'escompte de Mulhouse (CEM) en 1854. L'établissement mène une politique active d'expansion dans l'Est de la France. Mais à la suite de la guerre franco-prussienne de 1870/1871, les départements du Bas-Rhin, du Haut-Rhin et de la Moselle sont annexés par l'Empire allemand, au vu des dispositions du traité de paix signé à Francfort en mai 1871 et le CEM se retrouve dans une situation délicate : le siège social se situe à compter de 1871 en zone gouvernée par les Allemands alors que la plupart des succursales et des capitaux drainés sont français.

### La Banque nationale de crédit
Devant la montée des tensions, le 25 juin 1913, la banque est scindée en deux entités : d'une part, le Comptoir d'escompte de Mulhouse ou CEM, maison-mère qui ne compte plus que trois succursales dans le Bas-Rhin, le Haut-Rhin et la Moselle, et, d'autre part, la Banque nationale de crédit (BNC), filiale qui regroupe les activités sur le territoire français, après 1871. Redevenu établissement bancaire français en novembre 1918, à la fin de la première guerre mondiale, le CEM est absorbé en mai 1930 par sa filiale, la BNC et devient alors sa direction régionale pour l'Est de la France.
La BNC, qui avait été créée en 1913 pour reprendre l'activité du réseau français du CEM, se lance après 1918 dans une politique d'expansion sur le marché national. Elle absorbe une trentaine d'établissements locaux et régionaux et, en 1922, elle ne compte pas moins de 442 agences, dont 188 succursales. Les opérations d'escompte constituent la moitié de ses opérations et la banque a contribué activement au financement des dépenses publiques, en particulier dans le cadre de l'effort de guerre.

### Banque nationale pour le commerce et l'industrie
Mais dans le contexte de la crise de 1929 et en raison d'engagements trop poussés avec des entreprises fragilisées, la BNC est liquidée en 1932. Sur ses décombres est constitué un nouvel établissement sous les auspices des autorités politiques et des institutions consulaires, la Banque nationale pour le commerce et l'industrie (BNCI), qui reprend ses actifs sains, le personnel , les succursales et les dépôts restants.
Sous la direction d'Alfred Pose, l'établissement est réorganisé. De sa création jusqu'au second conflit mondial, la banque prend le contrôle d'un grand nombre de banques régionales, souvent en situation difficile. Même la conquête de la France par les forces armées allemandes n'arrête pas l'essor de la banque, ses pôles de croissance se trouvant essentiellement en outre-mer : en 1940, elle prend le contrôle de la Banque de l'union-africaine (BUNA), rebaptisée BNCI-Afrique (BNCIA) et ouvre des agences à Saint-Louis du Sénégal, Abidjan, Conakry, Brazzaville, Pointe-Noire, Bangui, Douala, Madagascar et la Réunion ; elle s'implante dans les Antilles. Entre 1942 et 1944, une trentaine de succursales ou sièges sont ouverts en Syrie et au Liban, alors sous mandat français depuis 1922, tout en poursuivant parallèlement l'expansion de la BNCIA depuis Alger.
Le 1er janvier 1946, au vu des dispositions de la loi n°45-15 du 2 décembre 1945, la BNCI est nationalisée comme le Crédit lyonnais, la Société générale et le Comptoir national d'escompte de Paris, autres grandes banques de dépôts. L'État en devient l'unique actionnaire. La présence à l'étranger est poursuivie et passe désormais par une politique de filialisation.
À la veille de sa fusion avec le CNEP, en mai 1966, la banque compte 1050 guichets en France et 30 filiales à l'étranger.

### La naissance et l'essor de la Banque nationale de Paris (BNP)
Le 4 mai 1966, sous la houlette de Michel Debré, ministre des Finances, la BNCI et le CNEP fusionnent et donnent naissance à la Banque nationale de Paris (BNP). L'objectif est de créer une banque au service de l'économie nationale, venant stimuler le commerce avec le Crédit lyonnais et la Société générale.
La fusion entre les deux entités est officiellement achevée en 1969. La BNP, dans le sillage de la BNCI, met très vite en place une direction générale fortement structurée et centralisée. Le pouvoir est partagé entre Henry Bizot, président du CNEP, nommé président du nouvel établissement, et Pierre Ledoux, directeur général de la BNCI, devenant directeur général de la BNP. Le nouveau siège se situe dans les immeubles de la BNCI, boulevard des Italiens.
Cette fusion permet la structuration d'un réseau relativement complémentaire à l'échelle nationale et internationale, le CNEP étant bien implanté à Paris, la BNCI en province et il y a peu de doublons au niveau international. L'unification des réseaux est achevée fin 1967 à l'étranger et fin 1968 en France.
Dans un contexte d'expansion de la bancarisation des ménages la BNP se développe auprès du grand public alors sous-équipé en comptes bancaires. C'est aussi l'époque où est lancée la célèbre campagne publicitaire « votre argent m'intéresse » (1973) qui rompt avec les codes habituels de la politique bancaire; et cette même année est signé le partenariat avec le tournoi de Roland Garros.
L'essor de la banque touche également son développement international: l'Asie du Sud-Est avec Hong-Kong comme plaque tournante, le Canada avec une expansion de son réseau d'agences, acquisition de Bank of the West aux États-Unis (1979), alliance avec Dresdner Bank (1990). Après le premier choc pétrolier de 1973, l' installation progressive de la banque s'effectue dans les pays du Golfe (1973-1979).
Parallèlement, la banque, en 1982, est détenue par l'État avec 83 % du capital. Elle sera privatisée de nouveau en 1993 et entrera dans une nouvelle ère, menée par Michel Pébereau.

### La Banque de Paris et des Pays-Bas, ancêtre de Paribas
La seconde branche française du Groupe, Paribas, produit d'une longue histoire, est très complémentaire des activités de la BNP de par ses activités historiques.
Dans le prolongement du processus de concentration bancaire du milieu du XIXe siècle, à l'origine de la fondation de la Banque de Paris et des Pays-Bas en 1872, l'ancêtre de Paribas, il y eut la fusion de deux établissements: la Banque de Crédit et de Dépôt des Pays-Bas (1863) et la Banque de Paris (1869). Ce nouvel acteur de la finance deviendra le prototype de la banque d'affaires à la française.
Jusqu'en 1914, son histoire fut dominée par la participation à des opérations financières internationales: acteur majeur dans de nombreux pays pour le placement d'emprunts d'État, participant à l'effort de guerre français par son dynamisme obligataire en 1914-1918, mais aussi en investissant dans le développement de l'industrie de l'armement. Mais la banque sort très affaiblie du conflit et dans une Europe déstabilisée par la guerre et gangrenée par l'inflation, elle réoriente ses activités vers le financement d'initiatives en Europe centrale. Le retour aux opérations financières internationales intervient à partir de 1928, mais à cause de la crise économique des années 1930 et de la Seconde Guerre mondiale, les positions de la banque sont ruinées en Europe centrale (avec notamment la nationalisation décidée par les nouvelles autorités communistes de tous les établissements bancaires, nationaux ou étrangers) et sont bancales dans le reste du monde.
Son statut de banque d'affaires lui fait éviter la nationalisation prévue par la loi n°45-15 du 2 décembre 1945, la banque orientant son activité vers les entreprises et participant au développement et à la restructuration du tissu industriel français (Bull, CSF, Thomson). Sous l'impulsion de Jean Reyre, directeur général puis président de 1948 à 1969, la banque s'internationalise et se développe. À la fin des années 1960, elle prend le contrôle du Crédit du Nord et de la Banque de l'Union parisienne.
La banque est nationalisée , au vu des dispositions prévues par le gouvernement Mauroy en février 1982. Elle prend alors le nom de Paribas. Puis elle est de nouveau privatisée au début de 1987. Elle fait l'objet en 1997 d'une OPE de la part de sa maison mère, la Compagnie financière de Paribas et, le 12 mai 1998, participe à la création de Paribas par fusion avec la Compagnie financière de Paribas, la Compagnie bancaire et la Compagnie de navigation mixte.

### BNP Paribas

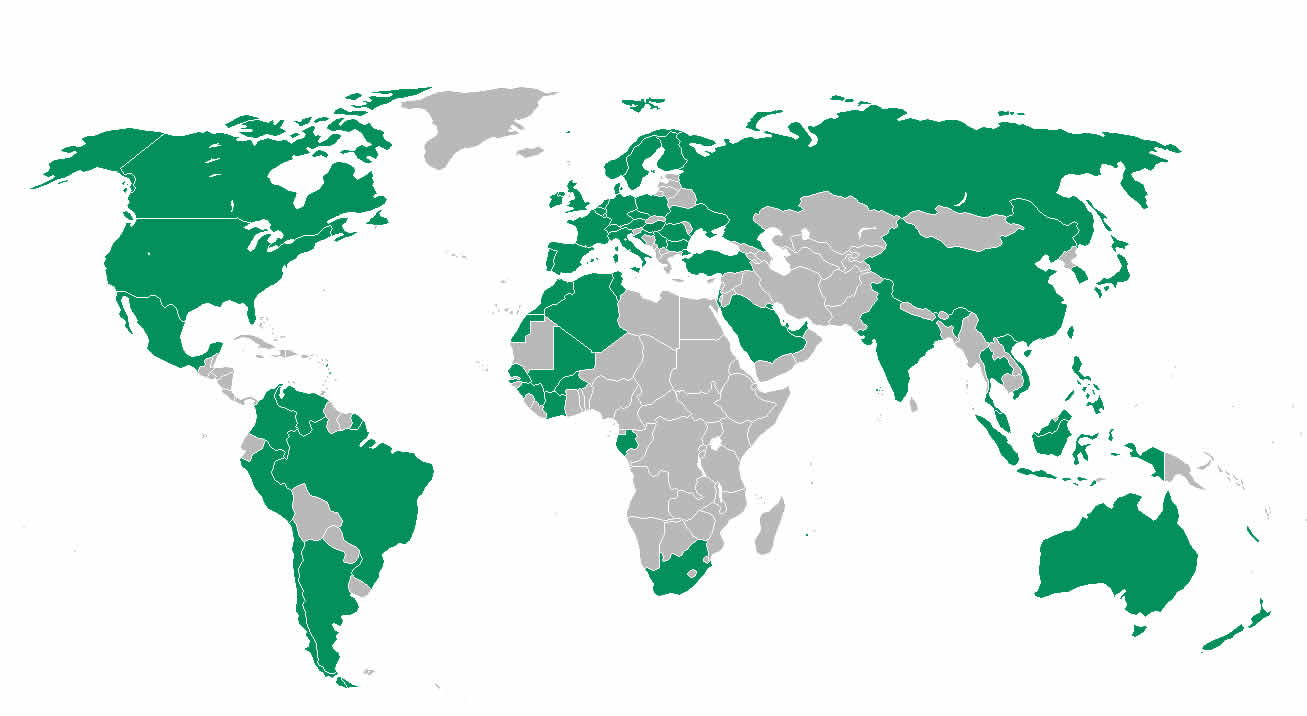
Implantations mondiales de BNP Paribas.

À partir de 1993, l’ouverture du marché bancaire européen permet aux banques d'entrevoir des stratégies de consolidation au niveau national puis européen. C’est dans ce contexte que va se jouer une grande bataille boursière, qui verra finalement la naissance du groupe bancaire BNP Paribas.
Plusieurs tentatives de rapprochement ont lieu dans les années 1990 afin de constituer un ensemble bancaire européen compétitif, mais sans succès. C’est en mars 1999 que BNP prépare, en réponse à l’offre de la Société générale sur Paribas (qui a eu lieu le 1er février), un projet de double offre publique non sollicitée sur la Société générale et sur Paribas: le projet d’un rapprochement de BNP, Société générale et Paribas, baptisé SPB, ambitionne de donner naissance à la première banque européenne de la zone euro. Dans un contexte de forte concentration bancaire à l’échelle européenne, la BNP tente le tout pour le tout en vue de ne pas se faire marginaliser dans un paysage hexagonal en cours de concentration.
Après une intense bataille boursière, médiatique et institutionnelle qui oppose les trois banques, le 23 mai 2000, l'assemblée générale mixte entérine la création du nouveau groupe BNP Paribas. Celui-ci se classe dès lors au premier rang des groupes bancaires tant français qu' européen.

Fort de sa nouvelle assise, le groupe BNP Paribas poursuit sa politique d'expansion :
- il acquiert en mai 2001 les 55% de Bank of the West qu'il ne possédait pas encore. Bank of the West devient alors une filiale à 100 %[30]. En 2005, poursuivant sa stratégie de croissance ciblée, il annonce l'acquisition des banques américaines Commercial Federal Corporation et United California Bank[31].
- au cours de l'année 2002, le groupe se renforce au Maghreb: une filiale en Algérie est ouverte (BNP Paribas El Djazair) et, dans le même temps, il acquiert le réseau d'ABN Amro Bank Maroc qui est intégré à celui de la Banque Marocaine pour le Commerce et l'Industrie (BMCI), déjà propriété à 65 % de BNP Paribas[32].
- en 2005, la banque turque TEB (Türk Ekonomi Bankasi) entre dans le groupe, signant un partenariat avec BNP Paribas[33]. Puis, en février 2011, soit deux ans après le rapprochement de BNP Paribas et Fortis bank, la filiale turque de la banque belge, Fortis Bank AŞ et TEB, fusionnent[34].
- en 2006, BNP Paribas acquiert la banque italienne Banca Nazionale del Lavoro (BNL) et l'Italie devient alors le second marché domestique de la banque[35].

Le 9 août 2007, la BNP gèle trois de ses fonds de placement investis en titres investis en TACH (titres adossés à des créances hypothécaires) entrainant une chute du cours boursier. Pour calmer les marchés, la BCE injecta alors 94,8 milliards d'euros afin de compenser l'asséchement des opérations interbancaires.
Enfin, en pleine crise des subprimes, le 29 avril 2009, BNP Paribas obtient l'aval des actionnaires de Fortis Holding pour l'acquisition de la banque belge Fortis. BNP Paribas lance en 2009, la marque BNP Paribas Fortis. Par ailleurs, BNP Paribas prend également une part de 25% du capital de Fortis Assurances Belgique, rebaptisée AG Insurance. En novembre 2013, BNP Paribas rachète les 25% que détenait l'État belge dans BNP Paribas Fortis pour 3,25 milliards d'euros, l'État belge faisant une plus-value de 900 millions d'euros et garde sa participation de 10,3% dans BNP Paribas. La même année, le groupe acquiert 66% de la BGL au Luxembourg.
Le 17 juin 2013, BNP Paribas lance sa banque en ligne baptisée Hello Bank!. Début octobre, la banque annonce 5000 comptes ouverts. La banque prévoyait 25 000 ouvertures de comptes avant la fin 2013. La même année, la Belgique cède 25 % de ses parts dans Fortis à BNP Paribas. Fin 2014, Hello Bank compte plus de 800 000 clients. Fin 2015, elle dénombre 2,4 millions de clients et génère 8,7% des revenus de la clientèle «particuliers» de BNP Paribas. Fin 2016, elle compte 2,5 millions de clients dans le monde. En France, Hello Bank! comptait 302 000 clients au 31 mars 2017.

En décembre 2013, BNP Paribas rachète BGZ, la filiale polonaise de Rabobank. Cette acquisition est finalisée en septembre 2014. L'achat inclut les activités de Rabobank Polska fusionnées avec Bank BGZ en juin 2015.
Le 30 juin 2014, BNP Paribas est condamnée par un tribunal fédéral aux États-Unis à payer 9 milliards de dollars d'amende dans le cadre de la violation du droit des transactions en dollars avec des pays sous embargo.

En juillet 2014, les Galeries Lafayette vendent leur participation de 50% dans LaSer à BNP Paribas, pour 280 millions d'euros.
En octobre 2015, BNP Paribas annonce la fusion de ses activités allemandes avec la banque DAB Bank, dont elle contrôlait 91,7% du capital fin 2014 et dont elle a acquis les participations minoritaires courant 2015 à UniCredit. Avec cette opération, les activités allemandes de BNP Paribas regroupent 1,5 million de clients.
En avril 2017, BNP Paribas acquiert 95% de la Financière des Paiements Électroniques, entreprise gestionnaire du Compte-Nickel, qui a alors 540 000 clients. En juillet 2017, BNP Paribas Cardif, filiale spécialisée dans l'assurance, acquiert les 50 % qu'il ne détenait pas dans Cargeas, sa co-entreprise italienne avec Argeas. En avril 2018, BNP Paribas acquiert les activités polonaises de Raiffeisen Bank pour 775 millions d'euros, dans le but de regrouper ces activités avec sa filiale locale BGZ.

En 2017, Jean-Laurent Bonnafé créé la Direction de l’engagement d’entreprise sous l’égide d’Antoine Sire.
En décembre 2018, des syndicats de la banque et en particulier de la filiale de banque de détail (à destination des particuliers et des TPE/PME) appellent à une grève pour protester contre la réduction des effectifs et l'absence de revalorisation des salaires. En mars 2019, BNP Paribas annonce la suppression à l'horizon 2021 de 2 200 postes en Belgique, sur les 13 000 que compte le groupe dans le pays, dans un contexte de réduction du réseau d'agences liée à la numérisation des banques de détail.
En septembre 2019, BNP Paribas annonce vouloir se séparer de 10% de ses effectifs dans la gestion d'actifs basés à Paris soit une centaine de postes. Un plan de départ volontaire devrait être ouvert afin de faciliter cette réduction d'effectif motivée par les défis structurels imposés par le durcissement des réglementations. En septembre 2019, BNP Paribas annonce l'acquisition d'une filiale de la Deutsche Bank spécialisée dans les services pour hedge fund et qui a, comme personnel, moins d'un millier de salariés.
En 2020, BNP Paribas dégage un bénéfice net de 7,07 milliards d'euros, soit une baisse de 13,5 % par rapport à 2019. Confrontée à la crise, la direction avait anticipé un affaissement de 15 à 20% et publie donc des résultats plus favorables que prévu. Le PNB s'est stabilisé à 44,28 milliards d'euros, soit une baisse de 0,7% par rapport à l'année précédente. Dans le même temps, les effectifs du groupe ont diminué de 3 %, passant de 198 800 collaborateurs à 193 300.
En juillet 2021, BNP Paribas acquiert Floa Bank au Groupe Casino et au Crédit mutuel pour 258 millions d'euros.

En décembre 2021, un accord est conclu pour la cession de Bank of the West à la Banque de Montréal pour 16,3 milliards de dollars. Cette opération majeure qui représente 20% de la capitalisation boursière de BNP Paribas serait due à une absence de synergie avec le reste du groupe ainsi qu'à un prix de vente très intéressant.
En avril 2022, la BNP Paribas participe à l'OPA d'Elon Musk sur Twitter en apportant 1,4 milliard de dollars de prêts.

En octobre 2022, le groupe achète la société de fintech Kantox, spécialisée dans le risque de change, pour 120 millions d'euros.
En février 2023, le groupe annonce un bénéfice net historique de 10,2 milliards d'euros sur l'année 2022, le chiffre d'affaires ayant progressé dans ses 3 domaines d'activité. Toujours en février, le groupe poursuit la transformation de sa filiale spécialisée dans le crédit à la consommation impliquant la suppression progressive d'environ 900 postes , toutefois sans aucun départ contraint ni licenciement.

Au premier trimestre 2023, la bonne santé de BNP Paribas se confirme avec l'annonce d'un bénéfice net record de 4,4 milliards d'euros, soit 2,5 fois plus que l'année précédente. Ce bénéfice net record, porté par la cession de la filiale américaine Bank of the West, annonce une année 2023 record, après celle déjà record de 2022.
Le 14 avril 2024, la BNPP indique avoir racheté au conglomérat privé chinois Fosun International les 9% de l'assureur belge Ageas qu'il détient, pour 730 millions d'euros environ,.
En août 2024, Axa IM entre en négociation exclusive avec BNP Paribas pour la vente de ses activités dans la gestion actifs dans une transaction valorisée à 5,4 milliards d'euros,. L'accord d'acquisition est signé par les deux entreprises en décembre de la même année et celle-ci devient effective le 1er juillet 2025. 
En Septembre 2024 BNP Paribas Wealth Management signe un accord d'acquisition des activités de banque privée de HSBC en Allemagne ce qui le place parmi les premiers acteurs du secteur dans ce pays.

## Activités
En 2022, l’organisation de BNP Paribas se divise en trois sous-groupes : les services bancaires pour particuliers et commerciaux, les services d'investissement et de protection, et les services bancaires pour entreprises et institutions.

### Services bancaires pour particuliers et commerciaux
Les services bancaires pour particuliers et commerciaux regroupent des banques commerciales, en France (BCEF), en Belgique BNP Paribas Fortis, en Italie BNL BNP Paribas, au Luxembourg BGL BNP Paribas, ainsi qu’en Algérie, Maroc, Sénégal, Pologne, Turquie, Ukraine, Chine et aux États-Unis. Entre 2021 et 2024, BNP Paribas a vendu ses filiales au Burkina Faso, en Côte d’Ivoire, au Gabon, au Mali et en Tunisie.
Elle regroupe également les services, le crédit immobilier, les activités de financement d’investissements des entreprises (BNP Paribas Leasing Solutions), tels que le crédit à la consommation (BNP Paribas Personal Finance), investissements personnels (BNP Paribas Personal Investors) et de locations avec services (Arval) ainsi que Nickel qui figure parmi les leaders en Europe et dans le monde.

#### Immobilier
BNP Paribas est également actif dans des investissements immobiliers. BNP Paribas Immobilier a racheté en 2010, l'hôpital Saint-Michel, dans le but d'y construire un centre médico-social, ainsi que des logements sociaux, en partenariat avec France Habitat et l'Association Saint-Michel. BNP Paribas Real Estate est la filiale immobilière du groupe. Les activités de cette filiale se déploient dans les secteurs immobiliers résidentiels et commerciaux ainsi que dans les services immobiliers au entreprises,,.

#### Mécénat
Ayant à sa tête depuis juillet 2021 Isabelle Giordano, le mécénat se fait au sein de la Fondation BNP Paribas.
Depuis 2015, la Fondation BNP Paribas soutient des associations comme le Haut Commissariat des Nations unies pour les réfugiés (UNHCR), ou Simplon, des programmes aidant l’insertion professionnelle des réfugiés.

#### Finance durable
À la suite de l’Accord de Paris, en 2015, BNP Paribas s’est engagé à contribuer à l’objectif de maintenir le niveau de réchauffement climatique à un niveau bien inférieur à 2° Celsius par rapport aux niveaux préindustriels.
En 2017, BNP Paribas cesse tout financement de projet de centrale électrique à partir du charbon.
Fin 2017, le groupe cesse de fournir tout nouveau service financier aux spécialistes des hydrocarbures non conventionnels (gaz de schiste, pétrole de schiste, pétrole issu de sables bitumineux) et écarte de ses financements des projets en Arctique.
Fin septembre 2022, le groupe avait déjà pivoté vers le financement de la production des énergies bas carbone avec 55 % de son portefeuille consacré à ces énergies et 45% aux énergies fossiles. Il entre, en 2023, dans une étape d’accélération.
Ces retraits progressifs des énergies fossiles mènent BNP Paribas à faire partie d’un groupe d’entreprises boycottées par l’État du Texas, plus gros producteur d’hydrocarbures des États-Unis, qui les juge trop « vertes ».
Fin septembre 2024, ces chiffres sont passés à 76% en faveur du bas-carbone contre 24% pour le fossile, cette accélération menant BNP Paribas vers son objectif de 90% minimum de bas carbone et 10% maximum de fossile dans ses financements à la production d'énergie à horizon 2030.

## Organisation

### Comité exécutif
Le comité exécutif est composé de:
- Jean-Laurent Bonnafé, administrateur directeur général
- Yann Gérardin, directeur général Délégué, Corporate and Institutional Banking
- Thierry Laborde, directeur général Délégué, Commercial, Personal Banking & Services
- Renaud Dumora, directeur général adjoint, Investment & Protection Services
- Michael Anseeuw, administrateur directeur général et président du Comité de Direction de BNP Paribas Fortis
- Charlotte Dennery, administratrice directrice générale de BNP Paribas Personal Finance
- Marc Camus, directeur des systèmes d’information
- Elena Goitini, administratrice déléguée de BNL
- Elise Hermant, directrice de la communication
- Yannick Jung, responsable de Corporate & Institutional Banking Global Banking
- Pauline Leclerc-Glorieux, administratrice directrice générale de BNP Paribas Cardif
- Isabelle Loc, directrice de la banque commerciale en France
- Stéphanie Maarek, directrice de compliance
- Lars Machenil, directeur financier
- Philippe Maillard, Chief Operating Officer
- Sofia Merlo, directrice des Ressources Humaines
- Olivier Osty, responsable de Corporate & Institutional Banking Global Markets
- Anne Pointet, directrice de l'engagement d'entreprise.
- Franck Roncey, directeur des risques.

### Conseil d'administration
Le Conseil d'administration est composé de 16 administrateurs nommés par les actionnaires et de deux administrateurs élus par les salariés. La durée des mandats des administrateurs est fixée à trois années pour les administrateurs dont le mandat vient à renouvellement, en application des recommandations de place.
Le Conseil d'administration est présidé depuis le 1er décembre 2014 par Jean Lemierre.
- Jean Lemierre, Président du Conseil d'Administration de BNP Paribas (16 mai 2023 – AG 2026, premier mandat 1er décembre 2014)
- Jean-Laurent Bonnafé, Administrateur Directeur Général de BNP Paribas (13 mai 2025 - AG 2028, premier mandat 12 mai 2010)
- Jacques Aschenbroich, Président du Conseil d’administration d’Orange (16 mai 2023 – AG 2026, premier mandat 23 mai 2017)
- Juliette Brisac, Responsable de la gouvernance et du contrôle permanent de la Direction de l'Engagement d'Entreprise du Groupe BNP Paribas (nommée par les actionnaires en tant qu’administratrice représentant les salariés actionnaires (14 mai 2024 – AG 2027, premier mandat 18 mai 2021)
- Valérie Chort, Administratrice de sociétés (13 mai 2025 - AG 2028, premier mandat 13 mai 2025)
- Monique Cohen, Administratrice de sociétés (16 mai 2023 – AG 2026, premier mandat 12 février 2014)
- Hugues Epaillard, Chargé d’Affaires Immobilier BNP Paribas, élu titulaire par les salariés cadres de BNP Paribas (16 février 2024-15 février 2027)
- Vanessa Lepoultier, Conseillère Patrimoniale, élue titulaire par les salariés techniciens de BNP Paribas (16 février 2024 - 15 février 2027)
- Lieve Logghe, Directrice administrative et financière de Boortmalt International (13 mai 2025 - AG 2028, premier mandat 17 mai 2022)
- Marie-Christine Lombard, Présidente du Directoire de Geodis (14 mai 2024 - AG 2027, premier mandat 10 janvier 2024)
- Bertrand de Mazières, Administrateur de sociétés (13 mai 2025 - AG 2028, premier mandat 13 mai 2025)
- Christian Noyer, administrateur de sociétés (14 mai 2024 – AG 2027, premier mandat 18 mai 2021)
- Nicolas Peter, Président du Conseil de surveillance de BMW AG (13 mai 2025 - AG 2028, premier mandat 13 mai 2025)
- Guillaume Poupard, Directeur Général Adjoint de Docaposte (13 mai 2025 - AG 2028, premier mandat 13 mai 2025)
- Daniela Schwarzer, Fondation Bertelsmann, membre du directoire (16 mai 2023 – AG 2026, premier mandat 14 mai 2014)
- Annemarie Straathof, Administratrice de sociétés (14 mai 224 - AG 2027, premier mandat 14 mai 2024)

Autre mandataires sociaux:
- Yann Gérardin, directeur général délégué chargé du pôle Corporate and Institutional Banking
- Thierry Laborde, directeur général délégué chargé du pôle Commercial, Personal Banking & Services

## Critiques, polémiques et condamnations judiciaires
Le secteur de la banque et notamment les grandes banques françaises comme BNP Paribas, Société générale et Crédit agricole sont directement concernés par la loi de mars 2017 sur le devoir de vigilance, et des associations ont tenté de la faire appliquer. Cependant, BNP Paribas s'est dit en «en profond désaccord» avec l'interprétation de la législation sur le devoir de vigilance émanant d'une lettre de trois ONG en estimant qu'elles vont «nettement au-delà» et en affirmant que le «plan de vigilance» de la banque française «seulement répond aux exigences légales, mais va même au-delà» sur les différents aspects évoqués.

### Critiques

#### Pressions sur les salariés
D'après un article de 2019 de Le Canard enchaîné, BNP Paribas pratiquerait « le licenciement déguisé, via une guerre d’usure sans relâche ». En 2018, le nombre de démissions augmente de 16%.

#### Pétrole
La banque Paribas devenue BNP Paribas est traditionnellement très impliquée dans les marchés pétroliers.
BNP Paribas fut la banque du programme humanitaire pétrole contre nourriture de l'ONU, qui donnera lieu à l'affaire Pétrole contre nourriture.
La société Kensington International a porté plainte pour racket au tribunal de New York, en accusant la banque française BNP Paribas de complicité avec les dirigeants congolais pour la dissimulation des revenus pétroliers du Congo. BNP Paribas a nié les allégations de Kensington International. Les poursuites se sont terminées par le retrait de la plainte.
Selon l'association britannique Share Action et un article publié sur leur site le 14 février 2022, BNP Paribas a investi 46 milliards de dollars américains depuis 2016 dans le secteur pétrolier et du gaz naturel. Ces investissements ont augmenté de 16% en 2021 par rapport au niveau d'avant la pandémie. BNP Paribas se trouve juste derrière Barclays (des investissements de 48 milliards de dollars) et HSBC (59 milliards de dollars).
En février 2023, trois associations de défense de l’environnement ont assigné en justice BNP Paribas pour sa « contribution significative» au réchauffement climatique. En cause ses clients pétroliers et gaziers,.

#### Activité dans des paradis fiscaux
En mai 2016, la banque est citée dans les Panama Papers: Le Monde révèle que « BNP Paribas a […] eu recours à 468 sociétés-écrans domiciliées dans des paradis fiscaux », domiciliées par le cabinet panaméen Mossack Fonseca; elle n'en administrait plus que six en 2015. Ces sociétés-écrans permettent de garantir l'anonymat des clients de la banque et, en dépit de contrôles internes qu'elle assure effectuer, peuvent notamment servir à l'évasion fiscale et au blanchiment d'argent. L'une d'entre elles aurait servi, selon la justice grecque, à financer des circuits de corruption. Le Monde rapporte que ces révélations ont conduit Michel Sapin, le ministre de l'Économie français, « à demander des « explications » aux présidents de BNP et du Crédit agricole ».
En octobre 2015, les associations Attac, Bizi!, Les Amis de la Terre, Les Désobéissants et ANV-COP21 avaient déjà dénoncé le rôle supposé des banques, en premier lieu la BNP Paribas, dans l'évasion fiscale, dont le manque à gagner correspondant pour les États pourrait financer la lutte contre le changement climatique. Ils opèrent pour cela un «fauchage» de chaises médiatisé dans une agence BNP Paribas. L'entreprise, qui parraine officiellement la Conférence de Paris de 2015 sur les changements climatiques, décide de poursuivre en justice l'un des militants, Jon Palais.
En décembre 2016, des dizaines d'agences françaises de BNP Paribas subissent de nouveau l'action des «faucheurs de chaises»; ces derniers entendent utiliser le procès de leur militant comme tribune contre l'évasion fiscale. Le militant Jon Palais comparaît devant la justice en janvier 2017 pour « vol en réunion », BNP Paribas réclamant un euro symbolique de dommages-intérêts; il est défendu par l'avocate et ancienne candidate à l'élection présidentielle française Eva Joly et par la fille de cette dernière, Caroline Joly. Au terme d'un procès très médiatisé, il est relaxé. À la suite de cette décision, la banque décide en février 2017 de ne plus se porter partie civile contre le président de l'ONG Les Amis de la Terre, Florent Compain, poursuivi pour des faits similaires datant d'octobre 2015.

#### Financement des énergies fossiles (charbon et hydrocarbures non conventionnels)
Le 16 octobre 2015, cinquante-trois ONG françaises et étrangères, parmi lesquelles Les Amis de la Terre, Attac et Fondation Danielle-Mitterrand - France Libertés, « demandent à BNP Paribas d’arrêter de financer le charbon ». La banque est, en effet, sponsor officiel de la Conférence de Paris de 2015 sur les changements climatiques (COP21), ce qui soulève de vives critiques; un rapport cosigné par Les Amis de la Terre et Oxfam France pointe ainsi le « greenwashing » des banques françaises, en premier lieu BNP Paribas,. Le financement de l'exploitation du charbon par la banque, ainsi que sa communication sur ses engagements contre le réchauffement climatique, avaient déjà été pointées depuis le début des années 2010 par des ONG, notamment Les Amis de la Terre,,.
En décembre de la même année, BNP Paribas se voit décerner par Les Amis de la Terre le prix Pinocchio «Impacts locaux» « pour son soutien financier au secteur du charbon et les conséquences des activités minières sur les communautés locales, en particulier en Afrique du Sud et en Inde », écrit le journal Le Monde,. La banque répond dans un communiqué « ne plus financer l’extraction de charbon que ce soit via les projets miniers ou via les sociétés minières spécialisées dans le charbon qui n’ont pas de stratégie de diversification » et s'engage à ce que les populations locales affectées soient consultées et dédommagées.
Un rapport des Amis de la Terre publié en novembre 2016 « pointe le retard pris par les banques tricolores sur la filière charbon », rapporte Le Figaro, et vise particulièrement BNP Paribas, qui aurait financé la filière du charbon à hauteur de 11 milliards d'euros entre 2009 et 2014, lui conférant la quatrième place au rang mondial en la matière. L'association interroge notamment le financement par la banque de l'entreprise polonaise Polska Grupa Energetyczna, qui opère des centrales à charbon, ce « alors même que BNP Paribas est censée ne plus financer de projet dans les pays à haut revenu, dont la Pologne fait partie », écrit Le Figaro,.
En janvier 2017, comme d'autres banques françaises (Natixis, Crédit agricole et Société générale), BNP Paribas s'engage à ne plus financer de nouvelle centrale thermique à charbon dans le monde.
En mars et mai de la même année, Les Amis de la Terre, l'association ANV-COP21, l'ONG américaine Rainforest Action Network et le chef d'une tribu amérindienne du Texas interpellent notamment Société générale et BNP Paribas sur leur financement de projets américains d'infrastructures servant à l'exploitation d'hydrocarbures non conventionnels, notamment trois terminaux de gaz de schiste dans le sud du Texas ainsi que le Dakota Access Pipeline,. Ce dernier, mis en service en avril, a été financé à hauteur de 120 millions de dollars par BNP Paribas; la banque a cependant « revendu sa part » en avril,. Les ONG demandent également aux banques de ne pas financer le projet d'oléoduc américain Keystone XL — BNP assure que ce n'est pas le cas — y compris indirectement via son maître d'ouvrage, l'entreprise TransCanada.
Le 11 octobre suivant, BNP Paribas s'engage à ne plus financer les hydrocarbures non conventionnels (tels que gaz de schiste et sable bitumineux): « cesse ses relations avec les acteurs dont l’activité principale est l’exploration, la production, la distribution, le marketing ou le trading de gaz et de pétrole de schiste et/ou de pétrole issu des sables bitumineux, ainsi que le financement de projets majoritairement destinés au transport et à l’exportation de gaz et de pétrole de schiste et de pétrole issu des sables bitumineux ». Cette décision est à l'époque saluée par l'ONG Les Amis de la Terre, mais contrairement à ces annonces, BNP Paribas continuera ces investissements, particulièrement entre 2019 et 2020 où elle multipliera par sept ses financements dans le secteur des sables bitumeux et par trois ceux dans les entreprises actives dans le pétrole et le gaz de schiste.
En novembre 2019, l'ONG Oxfam France publie en collaboration avec Les Amis de la Terre un rapport indiquant que les principales banques françaises ont une empreinte carbone très importante: « en 2018, les émissions de gaz à effet de serre issues des activités de financement des quatre principales banques françaises – BNP Paribas, Crédit agricole, Société générale et BPCE – dans le secteur des énergies fossiles ont atteint plus de 2 milliards de tonnes équivalent CO2, soit 4,5 fois les émissions de la France ».
Cette même année, BNP Paribas décide un plan de sortie totale du secteur du charbon thermique d'ici 2030 dans les pays de l'OCDE et de l'UE, et d'ici 2040 dans le reste du monde.
En août 2020, la BNP Paribas est accusée avec 5 autres banques (Crédit Suisse, ING, Natixis, Rabobank, UBS) par des communautés indigènes d'avoir financé le transfert d'environ 10 milliards de dollars de pétrole d'origine équatorienne vers les États-Unis.
En mai 2022, des militants font irruption dans les locaux de la banque et interrompent l'Assemblée Générale dans l'objectif de dénoncer le financement du secteur des énergies fossiles.
BNP Paribas est mis en demeure en mai 2023 par l'ONG Tierra Digna pour son implication dans des investissements financiers climaticides dans l'entreprise suisse Glencore, accusée « de graves dommages à l'environnement, notamment en termes de santé publique » en Colombie. L'ONG reproche à Glencore d'avoir contaminé « des sources d'eau, tant superficielles que souterraines, par des matériaux tels que le plomb et d'autres substances toxiques » à travers des activités irrégulières dans les mines de La Jagua et de Calenturitas,.
En 2022, trois ONG (Les Amis de la Terre, Notre Affaire à Tous et Oxfam France) ont assigné BNP Paribas en justice au titre de la loi sur le devoir de vigilance.
Depuis 2023, BNP Paribas n'accorde plus de financement aux projets dédiés à l'extraction de charbon métallurgique .
En 2024, l'exposition de BNP Paribas au secteur du charbon ne représente plus que 0,1% de son exposition de crédit et est en baisse continue .

#### Gestion financière
En 2017, la BNP annonce lancer une politique d'économies avec la fermeture de 200 agences en deux ans et 730 suppressions d'emplois; dans le même temps, relève Le Canard enchaîné, les dividendes des actionnaires ont augmenté de 12% et Jean-Laurent Bonnafé a vu sa rémunération augmenter de 30% pour un salaire total de 4,45 millions d'euros.
Le siège de l'entreprise est perquisitionné en mars 2023 dans le cadre d'une enquête ouverte en 2021 pour fraude fiscale aggravée.
En 2023, le groupe s'est porté civil au tribunal judiciaire de Paris, accusant deux salariées de son département juridique d'avoir produit des fausses factures pour se les faire rembourser durant quatre années, pour un montant total de 967.000 euros. Une affaire qui a posé question sur ses procédures de conformité.

#### CumEx Files(2018)
Le 18 octobre 2018, une enquête menée par dix-neuf médias européens révèle la participation des banques françaises BNP Paribas, Société générale et Caceis (filiale du Crédit agricole) à une fraude fiscale de plusieurs milliards d'euros aux dépens du fisc allemand. Les trois banques nient avoir été au courant du caractère délictueux de leurs opérations, mais Le Monde indique que « des documents tendent à démontrer le contraire »: BNP Paribas et Société générale ont signé des contrats sur lesquels la stratégie de CumEx figure explicitement, et des traders et avocats interrogés par les enquêteurs allemands confirment que la plupart des banques américaines et européennes ont participé à des opérations CumEx en connaissance de cause.

### Condamnations judiciaires et amendes
En 2010, une amende de 63 millions d'euros a été prononcée pour entente illicite sur des frais de chèque avec d'autres banques françaises.
Avec des particuliers, la banque a déjà été condamnée pour faute envers un client et discrimination envers une employée.
BNP Paribas est condamnée en juin 2017 à une amende de 10 millions d'euros par l’Autorité de contrôle prudentiel et de résolution en raison d'importantes insuffisances dans la lutte contre le blanchiment d'argent et le financement du terrorisme.
BNP Paribas est condamnée en juin 2021 à une amende d'un million d'euros par l'Autorité des Marchés Financiers pour des erreurs de collecte des votes des actionnaires.

#### Accusation de violation d'embargo et de complicité de crimes contre l'humanité (2014-2020)
En mai 2014, la banque, ainsi que son président Jean Lemierre et son directeur général Jean-Laurent Bonnafé, est accusée par la justice américaine d'avoir violé l'embargo américain envers l'Iran, le Soudan et Cuba,.
BNP Paribas a effectué des transferts en dollars vers ces pays en les compensant, via sa filiale de New York, par la chambre de compensation SWIFT, basée aux États-Unis. Le 30 juin 2014 la justice américaine annonce une sanction de 8,97 milliards de dollars (6,6 milliards d'euros) à l'encontre de BNP Paribas, pointant notamment la «falsification de documents commerciaux » et l'accusation de «collusion» afin de violer ces embargos. Dans l'exposé des faits signé par le directeur juridique de la banque en juin 2014, celle-ci a reconnu son rôle dans le financement du régime de Khartoum jusqu’en juin 2007, en pleine guerre du Darfour.
Soudan - Une information judiciaire a été ouverte le 26 août 2020 à Paris pour «complicité de crimes contre l'humanité, de génocide et d'actes de torture et de barbarie» commis au Soudan de la part de BNP Paribas, accusée par les plaignants de ne pas avoir respecté l'embargo contre le régime d'Omar el-Bechir, destitué en 2019. Pour dissimuler ce financement massif, BNP Paribas a construit un «système sophistiqué de banques satellites» destiné à dissimuler l’origine des fonds. En mars 2007, un responsable de la conformité de BNP Paribas avait signalé à de hauts responsables du groupe que plusieurs interlocuteurs bancaires soudanais «jouaient un rôle central dans le soutien d’un gouvernement qui a hébergé Oussama ben Laden et refuse l’intervention de l’Organisation des Nations unies au Darfour».
Rwanda - En outre, pour avoir permis le financement de livraisons d’armes au gouvernement rwandais pendant le génocide des Tutsis, alors même que le Conseil de sécurité de l’ONU avait décrété un embargo sur les armes à destination du Rwanda, la BNP est sous le coup d’une plainte pour complicité de génocide, déposée par les associations Sherpa, CPCR et Ibuka,.
Gabon - En mai 2021, La justice française inculpe la BNP Paribas pour «blanchiment de corruption et blanchiment de détournement de fonds publics». L'enquête du pôle financier du tribunal de Paris concerne le patrimoine de l'ancien président gabonais aujourd'hui décédé, Omar Bongo. Pour la justice, la BNP «a manqué à ses obligations de vigilance» en ne signalant pas les sommes importantes qui transitaient par elle et servaient à acquérir des biens immobiliers. Elle aurait donc «jouée un rôle prépondérant» dans le système de blanchiment mis en place par la famille Bongo.

#### Publicité mensongère (2016)
En avril 2016, la BNP est condamnée pour pratique commerciale trompeuse. En 2001, la BNP commercialisait un placement financier «Garantie jet 3» en évoquant la possibilité de tripler son capital en 10 ans. De nombreux épargnants (11 000 environ) n'ont même pas récupéré la totalité du capital investi. La BNP a écopé de 187 500 € d'amende et se doit d'assurer la garantie des capitaux confiés, mais le tribunal n'a pas statué sur le non-respect de la promesse de triplement (non évoqué par le parquet).

#### Transaction erronée de163 millionsd’euros (2016)
Le 11 mars 2017, Les Échos a publié un article sur une transaction erronée (mistrade ou fat-finger error) de plus de 163 millions d’euros et pour laquelle la BNP Paribas Arbitrage serait impliquée. La banque aurait vendu des titres pour une valeur de 326 400 euros à Armin S. et BNP aurait ensuite estimé la transaction à 163 millions d’euros.
Plusieurs jours se seraient écoulés avant que la banque ne relève l’erreur, pendant lesquels elle aurait même encore une fois confirmé le prix initial. D’après le magazine, la réglementation en matière de transaction erronée ne permet une annulation de la transaction que jusqu’au lendemain,,. Si la banque réalisait tous les objectifs de la Banque centrale européenne (BCE) elle aurait remarqué l’erreur. L'erreur n'a pas été détectée parce que BNP a oublié de comptabiliser plus de 8 000 transactions qu’il a faites pendant toute une semaine,.

#### Manipulations du taux de change (2017)
La banque a écopé en mai 2017 d'une amende de 350 millions de dollars et en juillet 2017 d'une amende de 246 millions de dollars du régulateur financier de New York (Department of Financial Services) pour des faits de manipulations de taux de change de devises de pays émergents,.

#### Sanction de l'Autorité de contrôle prudentiel et de résolution (2017)
BNP Paribas est sanctionné d'une amende de 10 millions d'euros infligée par l'Autorité de contrôle prudentiel et de résolution (ACPR). La banque est accusée de manquement dans la lutte contre le blanchiment.

#### Organisation d'un système de fraude fiscale au Royaume-Uni (2017)
BNP Paribas est condamnée en juin 2017 par le tribunal administratif de Londres à un redressement fiscal de 35 millions de livres (38 millions d’euros) en faveur du HM Revenue and Customs pour avoir organisé, en 2005, un système de fraude fiscale basé sur la technique de l'arbitrage de dividendes permettant à des clients de la Cité de Londres d'échapper à l'impôt.

#### Condamnation pour pratiques trompeuses au sujet des prêts toxiques (2020)
La filiale BNP Paribas Personal Finance, connue sous le nom de Cetelem, est accusée par plus de 1 200 épargnants (plus de 4 600 seraient concernés) de leur avoir vendu des prêts toxiques dit Helvet Immo de 2008 à 2009, libellés en francs suisses, mais remboursables en euros en dissimulant le caractère potentiellement toxique et en utilisant des pratiques frauduleuses. Selon l'ancienne directrice régionale de BNP Personal Finance Île-de-France, Mme Nathalie Chevallier, qui a témoigné des manquements de son ancien employeur devant les juges d'instruction en 2015, la banque connaissant pertinemment les risques associés à ses prêts, ce qu'elle a volontairement et sciemment caché aux intermédiaires comme aux souscripteurs,.
À la suite de cette affaire et aux conséquences qui a placé de nombreux emprunteurs dans des situations de surendettement, le prêt en devise étrangère a été interdit en France (voir l'article Affaire Helvet Immo).
Le 26 février 2020, la filiale Paribas Personal Finance, ancienne appellation de sa filiale désormais renommée Cetelem, est reconnue par le tribunal de Paris « coupable de pratique commerciale trompeuse » et de recel de ce délit. Condamnée à payer une amende de 187 500 euros à l'État, elle devra également indemniser les 2 300 parties civiles, à hauteur de 150 millions d'euros.

#### Condamnation pour discrimination (2020)
BNP Paribas est condamnée aux prud’hommes de Paris en juillet 2021 pour discrimination envers trois salariés syndiqués.

## Communication

### Identité visuelle (logo)

Logo de Paribas de 1962 à 1968.
Logo de Paribas de 1978 à 1999.
Logo de BNP de 1975 à 1996.
Logo de BNP de 1996 à 1999.
Logo de BNP Paribas lors de la fusion de la BNP et Paribas (en 2000), jusqu'en mars 2007.
Logo de BNP Paribas de mars 2007 à février 2009.
Logo de BNP Paribas depuis février 2009.
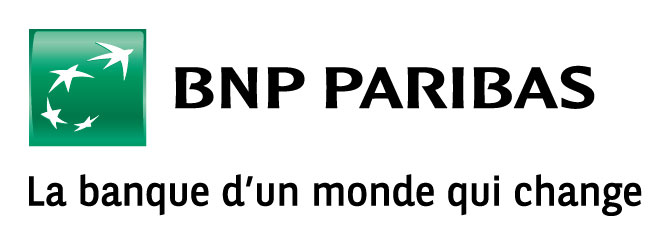
Logo de BNP Paribas depuis mars 2015.

Le logo de BNP Paribas depuis 2000 (conçu par le designer Laurent Vincenti sous la houlette du directeur de la communication Antoine Sire) s'appelle la courbe d'envol. Les étoiles évoquent l'Europe et l'universalité.
La transformation des étoiles en oiseaux évoque l'ouverture, la liberté, le développement, la capacité à évoluer et à s'adapter.
L'arrondi et le mouvement de la courbe d'envol situent le logo dans l'univers du vivant.
Le carré vert symbolise la nature et l'optimisme.

### Slogans
- 1974-1980: «Pour parler franchement, votre argent m'intéresse »
- 1980-1988: «La banque est notre métier»
- 1988-1993: «BNP c'est gagner»
- 1993-1995: «Grandissons ensemble»
- 1995-1998: «À chaque instant on doit pouvoir compter sur sa banque»
- 1998: «Parlons d'avenir»
- depuis 1999: «La banque d'un monde qui change»

### Activités de sponsoring

#### Cinéma
En 2018, BNP Paribas crée la société de production BNP Paribas Pictures, et accompagne les jeunes talents du cinéma via un fonds d’investissement destiné au financement et à la co-production des premiers films des nouveaux talents du Cinéma, le Fonds Nouveaux Talents.
En 2019, le groupe soutient la Résidence de la Femis et Mille visages, qui vise à démocratiser le milieu du cinéma et créer des passerelles entre les différents métiers du cinéma.
Le groupe participe également à la restauration d’œuvres cinématographiques comme «Les Temps Modernes» de Charlie Chaplin en 2003.

#### Tennis
En 1973, la Fédération Française de Tennis (FFT) se rapproche de la BNP afin de financer les travaux des loges du Court central du stade Roland Garros. L'enseigne s’affiche sur les bâches de fond de court du stade.
En 2011 est créée la plateforme digitale We Are Tennis puis «We Are Tennis Fan Academy».
La Team BNP Paribas Jeunes Talents accompagne plus de 100 jeunes espoirs du tennis et handi-tennis à travers le monde. Le programme français, parrainée par Jo-Wilfried Tsonga, soutient de jeunes espoirs du tennis de 12 à 18 ans qui bénéficient d’une aide financière et d’un accompagnement humain pour les préparer aux enjeux du monde professionnel du tennis. Le programme a déjà participé à la formation de trois champions du monde juniors.
Aux États-Unis, c’est John McEnroe, en partenariat avec l’académie de John et Patrick McEnroe, qui accompagne de jeunes tennismen américains tant sur le plan sportif qu’humain.
Le groupe soutient le projet d’engagement #FAAPOINTSFORCHANGE du joueur canadien Félix Auger-Aliassime en faveur de l’éducation au Togo au sein du programme Edu-change.

#### Football
Entre 1981 et début mai 2020, BNP Paribas est partenaire pendant 39 ans du club belge, le RSC Anderlecht, via BNP Paribas Fortis.

### Lobbying
BNP Paribas exerce un lobbying intense,,, dirigé notamment contre la limitation des investissements dans les énergies fossiles. Pour l'année 2019, BNP Paribas déclare à la Haute Autorité pour la transparence de la vie publique exercer des activités de lobbying en France pour un montant qui n'excède pas 1 250 000 euros.
BNP Paribas est inscrite depuis 2009 au registre de transparence des représentants d'intérêts auprès de la Commission européenne. Le groupe déclare en 2020 pour cette activité huit collaborateurs à équivalent temps plein et des dépenses d'un montant compris entre 1 250 000 et 1 500 000 euros.